# 峻岭寄庐

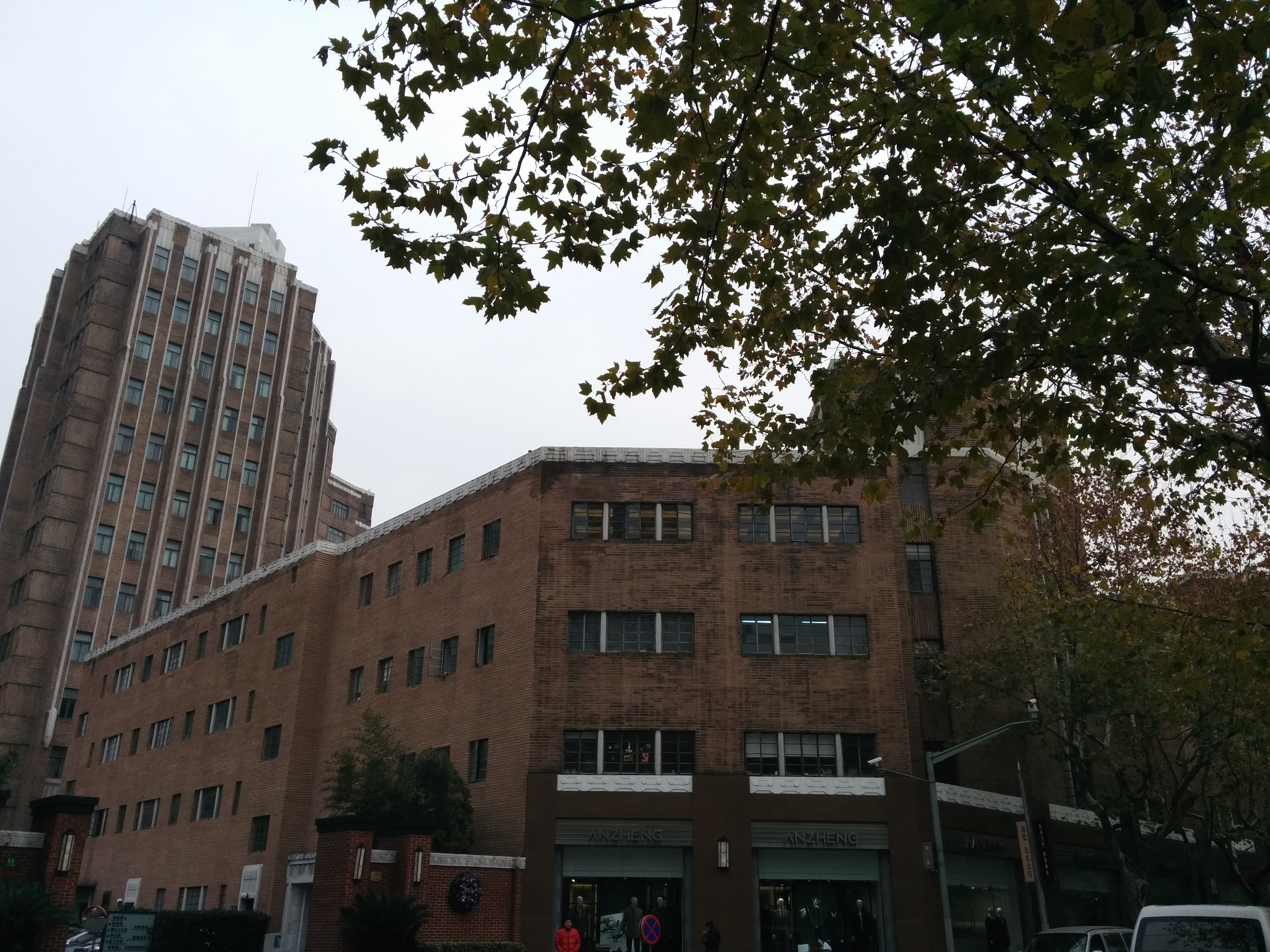
沿茂名南路的附属建筑

峻岭寄庐（英語：The Grosvenor House）又名峻岭公寓，或音译为高纳公寓、林文纳公寓，是英国籍犹太人沙逊在上海法租界中心区所建的高级公寓，建于1934年，位于迈尔西爱路（今茂名南路）路口东侧，由公和洋行设计，主楼地上高18层，地下3层，高78米，呈五折环形，包括77套公寓；西部沿街附属建筑3层，高18米，建筑风格属于装饰艺术派。
峻岭寄庐的住户原来均为中外上流社会人士。1949年以后，峻岭寄庐大部分住户移居海外。1956年由市房管局接管，改为茂名公寓，唐弢、峻青、靳以、孙大雨、孔罗荪等文化名人曾在此居住。反右运动开始，孙大雨、王造时、沈志远等被打成右派，即被赶出。
峻岭后来划归锦江饭店，为其中楼、西楼，现名贵宾楼和峻岭楼，贵宾楼为招待贵宾的国宾馆，峻岭楼出租做商务楼。

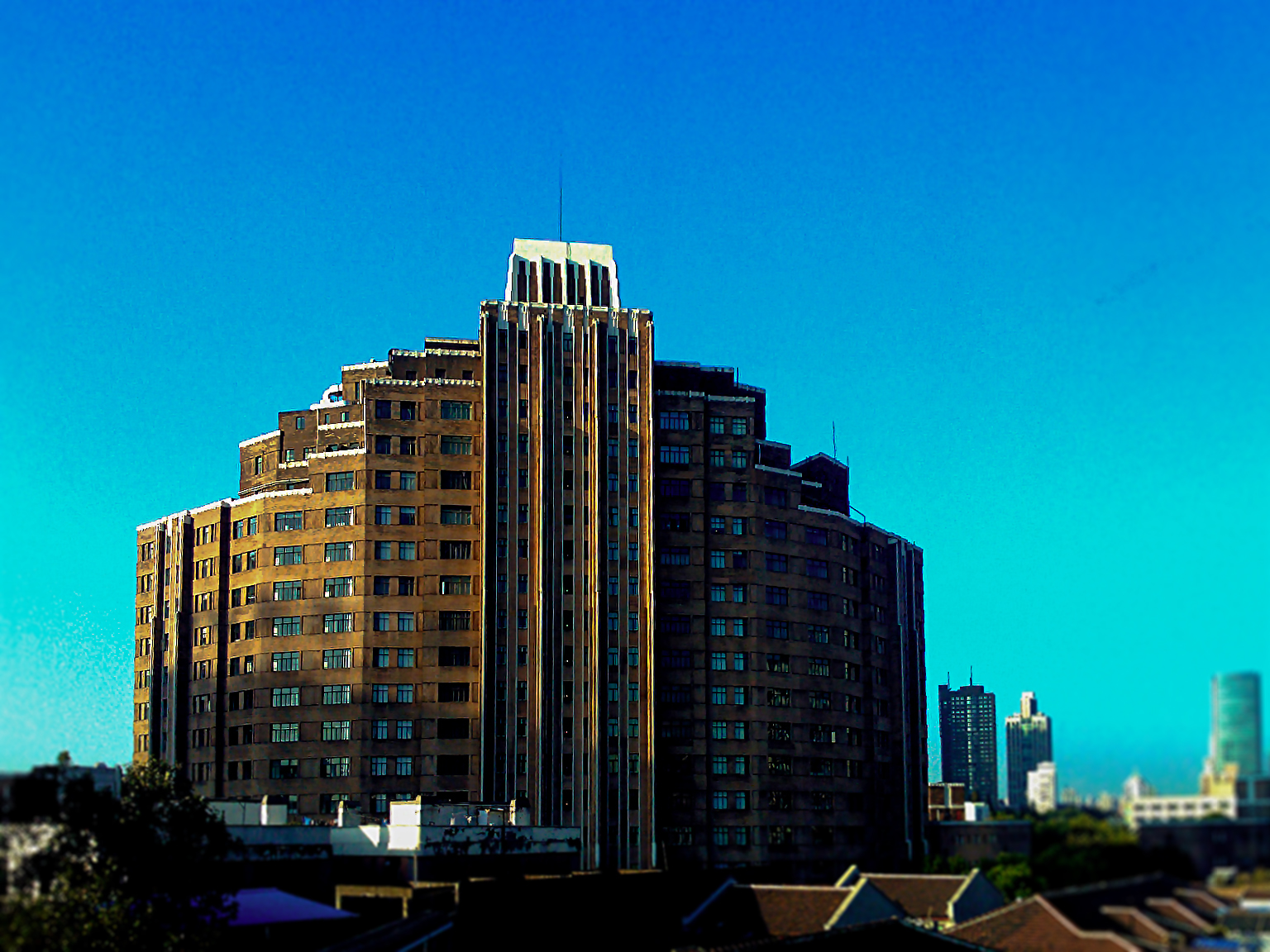
峻岭公寓

1989年，峻岭寄庐被列为上海市文物保护单位。